# Tadeusz Różewicz
Tadeusz Różewicz (n. 9 octombrie 1921, Radomsko, voievodatul Łódź, Polonia – d. 24 aprilie 2014, Wrocław, Polonia) a fost un poet, dramaturg, prozator și scriitor polonez contemporan.

## Biografie
În anii 1943-1944 a fost membru al detașamentelor de partizani ale Armatei Naționale. După încheierea războiului, în 1945, a studiat istoria artelor la Universitatea Jagiellonă din Cracovia. Primul volum de versuri Niepokój (Neliniște) a fost publicat imediat după război în 1947. În 1949 s-a căsătorit cu Wiesława și s-a mutat de la Cracovia la Gliwice (1949) și ulterior la Wrocław (1968). În 1960 a debutat ca dramaturg cu piesa de teatru Kartoteka (Cartoteca). Operele lui Różewicz au fost traduse în limbi străine, inclusiv engleză, franceză, germană, sârbă, sârbo-croată, suedeză, daneză și finlandeză. A primit premii de stat poloneze și premii internaționale.

## Volume de versuri
- 1946 – W łyżce wody
- 1948 – Czerwona rękawiczka
- 1954 – Równina
- 1961 – Głos Anonima
- 1962 – Nic w płaszczu Prospera
- 1968 – Twarz trzecia